# Ithomeis aurantiaca
Ithomeis aurantiaca är en fjärilsart som beskrevs av Bates 1862. Ithomeis aurantiaca ingår i släktet Ithomeis och familjen Riodinidae. Inga underarter finns listade i Catalogue of Life.